# Detroit Metal City
Detroit Metal City (デトロイト・メタル・シティ, Detoroito Metaru Shiti) é um mangá de humor negro de Kiminori Wakasugi, serializado na Young Animal de 2005 a 2010. Uma adaptação de anime no formato OVA, doze episódios de aproximadamente treze minutos cada, foi lançada em 8 de agosto de 2008. Uma adaptação para cinema ao vivo dirigida por Toshio Lee apareceu nos cinemas japoneses em 23 de agosto de 2008. A série leva o nome da música do Kiss "Detroit Rock City".

## Enredo
Soichi Negishi é um jovem músico tímido que sonha com uma carreira no pop. Como sonhos não pagam as contas, ele acabou como vocalista e guitarrista de uma banda de blackened death metal, "Detroit Metal City". No traje de palco, ele é Johannes Krauser II, que, segundo boatos, é um demônio terrorista do inferno que matou e estuprou seus pais, além de outras histórias ameaçadoras sendo ditas sobre ele após cada apresentação pública. As músicas do DMC geralmente incentivam o público a se envolver em comportamentos imorais e ilegais, como estupro ou assassinato, ou contar as façanhas de Krauser com ações semelhantes, em uma paródia do gênero.
Negishi despreza o DMC e tudo o que ele representa, mas ele não pode se afastar, pois tem talento para interpretar o líder psicótico da banda. Negishi está sob seu exterior escasso, um rageaholic e também é muito hábil em tocar guitarra. Além disso, ele sente obrigação com o resto da banda e sua gravadora e, mesmo que consiga escapar, é invariavelmente levado de volta pelo gerente da gravadora da banda. A personalidade de Krauser também funciona como uma saída para desabafar sua frustração por sua carreira pessoal fracassada, que não avançou além de ser um músico de rua. Tocar sua música na rua lhe rende nada além da desaprovação dos espectadores por suas canções pop bregas.
Negishi tem inveja da popularidade que o DMC e sua persona de Krauser apreciam, em contraste com a música que ele realmente quer tocar sendo ridicularizada, o que, por sua vez, faz com que sua persona de Krauser saia com mais frequência, o que leva à popularidade de Krauser. A série explora as tentativas fúteis de Negishi de romper esse círculo vicioso, escapar de sua persona do DMC e se tornar um músico pop de sucesso.

## Mídia

### Mangá
O mangá foi originalmente serializado na revista japonesa Young Animal, publicada pela Hakusensha de setembro de 2005 a abril de 2010. Hakusensha compilou os 113 capítulos em 10 volumes, de 29 de maio de 2006 a 29 de julho de 2010, sob a marca Jets Comics. A Viz Media licenciou o mangá na América do Norte e o publicou de 9 de junho de 2009 a 13 de setembro de 2011. O mangá já vendeu pelo menos dois milhões de cópias.

### Anime
Foi lançado um DVD box de 12 episódios de OVA para DMC.
- 1-A – PV
- 1-B – SICK MURDERER
- 2-A – REAL LEGEND
- 2-B – SATAN
- 3-A – PIG
- 3-B – DRUG
- 4-A – FRUSTRATION
- 4-B – GOOD SONG
- 5-A – MASOCHIST
- 5-B – FAMILY
- 6-A – PUNK.1
- 6-B – PUNK.2
- 7-A – TOWER
- 7-B – CONFESSION
- 8-A – PROMISE
- 8-B – ALTERNATION
- 9-A – CINEMA.1
- 9-B – CINEMA.2
- 10-A – FAKE
- 10-B – DETROIT-MOE-CITY
- 11-A – HIP-HOP.1
- 11-B – HIP-HOP.2
- 12-A – EMPEROR.1
- 12-B – EMPEROR.2